# محمية يوت الجنوبية
محمية يوت الجنوبية الهندية (بالإنجليزية: The Southern Ute Indian Reservation)‏، هي محمية للسكان الأمريكيين الأصليين في جنوب غرب كولورادو، بالقرب من خط ولاية نيو مكسيكو الشمالي. تتألف المنطقة من ثلاث مقاطعات، مرتبه على حسب المساحه على النحو التالى: لابلاتا، أرشوليتا، ثم مونتزوما. تبلغ مساحة أرض المحمية (1,058.785) مترًا مُربعًا والتي تعادل (2,742.24) كيلومترًا مربعًا. من أكبر التجمعات فيها إجناسيو وأربولز، بالإضافة إلى التجمع المعترف به من قبل مكتب تعداد الولايات المتحدة الأمريكية في جنوب شرق إجناسيو.

## ثقافة سكان المحمية

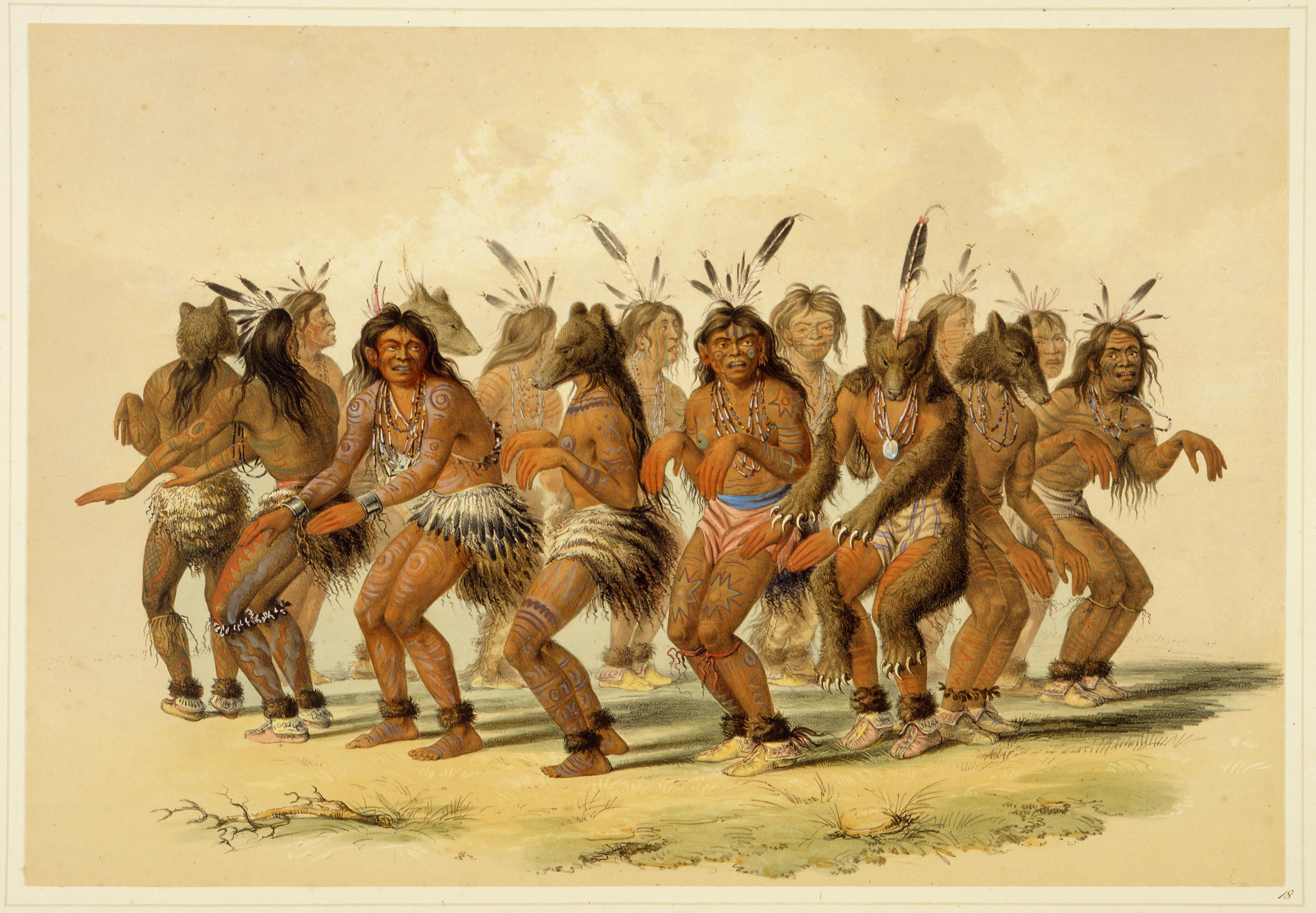
رقصة الدب

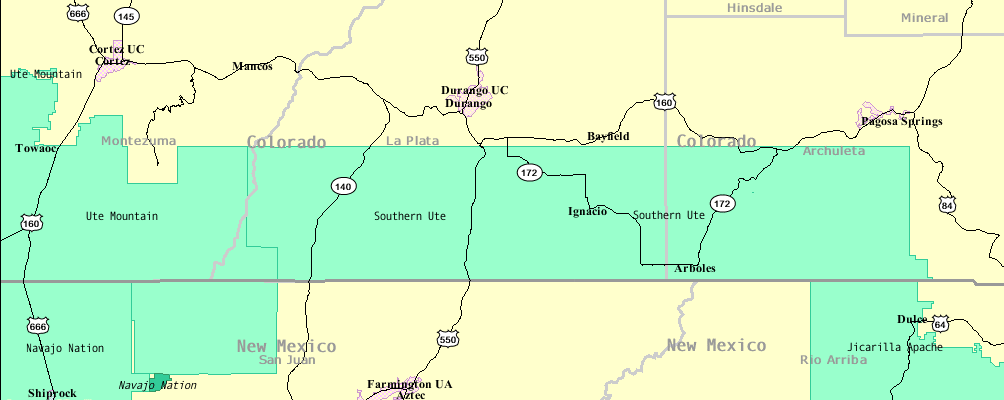
خريطة لمحمية يوت الجنوبية والمحميات الأخرى المحاذية لها.

يشترك أفراد يوت في نفس اللغة "شوشونيان"، وقد مكنهم البقاء على أراضي أجدادهم من استعادة العديد من ثقافاتهم الأصلية. كان لديهم معرفة واسعة بالنباتات والحيوانات نتيجة تنقلهم المستمر طوال العام بحثًا عن الغذاء. أما في فصل الشتاء، فكان وقتًا للتجديد حيث يجتمعون حول نار المساء ويتبادلون القصص حول التنقل والأحداث الاجتماعية والدينية، مما يقوي العرف القبلي. يتميز اليوم أفراد محمية يوت الجنوبية بقدراتهم الفنية، حيث يشتهرون بحرفة التطريز بالخرز والفن الفريد من نوعه، مما ساعدهم على حماية أنفسهم من الفقر الذي أصاب العديد من المحميات الأخرى. ومن خلال المعارض السنوية التي تقيمها المحمية، تحافظ على العديد من التقاليد لإبقاء ثقافتهم حية مثل: رقصة الدب المقامة علنًا، ورقصة الشمس، والعزف على الطبل.

## تاريخ المحمية

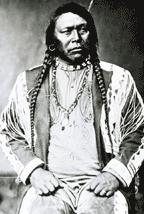
الزعيم أوراي

أُنشئت محمية يوت الجنوبية في جنوب غرب ولاية كولورادو، والقبائل المقيمة هنالك بالأصل هي: مواتشي، وكابوت وويمينيوتش، والذين اعتبروهم اليوتيون الجنوبيون/ مجموعة يوت الجنوبية. كان هنالك أوراي، نصف هندي من جماعة الاونكومباجريه قد قام الرئيس الأمريكي إبراهام لنكولن بتعيينه زعيماً لجميع قبائل اليوت، إلا أن هذا القرار لم يحظَ بموافقة جماعات يوت الجنوبية. 
اشتملت المحمية الأولى التي أنشأتها اِتفاقية عقدت في عام 1886على حوالي ثلث مساحة ولاية كولورادو الحديثة، والمكونة بالمعظم من المناطق جبلية غرب التقسيم القاري للأمريكيتين. وعند اكتشاف معادن وفلزات قيمة في الجبال المركزية للمحمية، سعى المستوطنون الأمريكيون للاستيلاء على هذه المناطق من الأرض. لاحقاً وفي عام 1873 عقدت اتفاقية برونوت، والتي على إثرها تم حصرالمحمية لشريط ضيق من الأرض، والمتعارف عليه في يومنا هذا باسم محمية يوت الجنوبية.

## تاريخ الاتفاقيات
قامت الولايات المتحدة الأمريكية أيضاً بعقد اتفاقيات مع مجموعات مختلفة من اليوت في عام 1855، 1865، 1866، والتي فشل السيناتور حينها بالحصول على المصادقة لهذه القرارات. في بادئ الأمر خصص شرق كولورادو كمحمية، إلا أن اكتشاف الذهب في ستينيات القرن التاسع عشر نتج عنه تقليص فوري لقطر أراضي هذه المنطقة. وفي المعاهدة الموقعة مع قبيلة يوت عام 1865، تم النص على التنازل الطوعي لقبيلة يوت الجنوبية عن الأرض مقابل كل وادي نهر «وينتاه» في يوتاه، إلى جانب دفع الحكومة مبلغ 25 ألف دولار في السنة ولمدة عشرة سنوات. ومن ثم دفع الحكومة مبلغ 20 ألف دولار لمدة 20 سنة، وبعدها دفع مبلغ 15 ألف دولار سنوياً، بالاستناد إلى التعداد السكاني المكون من 5000 شخص من قبيلة يوت. كما قامت هذه المعاهدة بحظر المشروبات الروحية، وبالنص على تأسيس وصيانة مدرسة للاعمال اليدوية لمدة 10 سنوات داخل المحمية.
الجزء الشرقي من المحمية عبارة عن غابة قد يصل ارتفاعها لأكثر من 9000 قدم. أما الجزء الغربي منها، فأغلبه أرض قاحلة. الأرض الصالحة تمتدّ من الجنوب الغربي لولاية كولورادو بعرض 15 ميلاً (من الشمال للجنوب)، وتمتدّ بطول 110 ميل (من الشرق للغرب)، وبالتالي تمّ تقليص الجزء الغربي الجنوبي من مساحة المحمية. أما مقطع محمية يوت الجبلية فيمتد نحو نيو مكسيكو. في عام 1895، خصص قانون الصيد الأراضي، من خلال السماح للهنود بالملكية الفردية للاراضي بدلاً من امتلاكها بشكل جماعي كقبيلة. أفراد اليوت المقيمين بالجبل اختاروا الملكية الجماعية للارض، ولكن في حال الجنوبيين، فاختاروا الامتلاك الفردي للارض. وبعدما حصل الجنوبيين على 160 فدّان لكل فرد، مما أفسد توازن المنطقة لفتحه المجال أمام المُستوطنين. إلا أن بعض الأراضي لم تتم المطالبة بها فعادت ملكيتها لقبيلة يوت، وأتت النتيجة بتقسيم محمية يوت لملكيات فردية وجماعية.

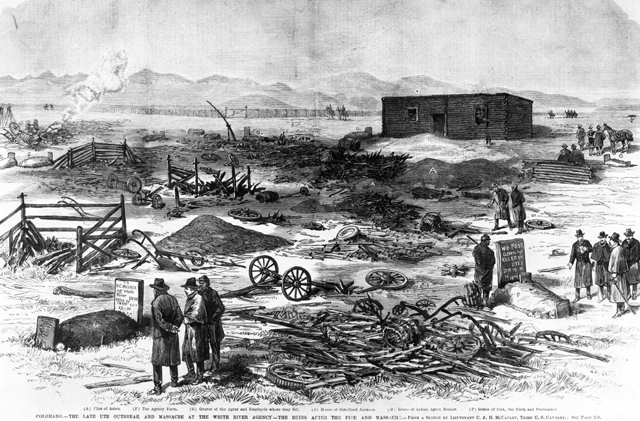
مجزرة ميكر

خلال أواخر السبعينيات من القرن التاسع عشر، تمّ بناء خطّ سكّة حديدية يخترق المحمية، ومع وصول عمال مستوطنين للعمل وبناء سكة الحديد والذي نشب عنه مجموعة من الخلافات بين السّكان الأصليين والمستوطنين حول استخدام الأرض. ازدادت حدّة التوترات وحصل على إثرها الحادثة التي عرفت باسم مجزرة «بيفر» والذي قضى خلالها 11 شخصاً من السّكان الأصليين نحبه، من قبل مربي الماشية الذين اتهموا السّكان الأصليين بأنهم ذبحوا بعضاً من ماشية المستوطنين. وفي 29 سبتمبر من العام 1879 حصلت مجزرة جديدة مجزرة ميكر، والتي نتج عنها قتل السّكان الأصليين لناثان مايكر ورجاله، وكان ناثان وكيلاً أمريكيا للسّكان الأصليين، وفي خضم هذا الحدث أخذ السُّكان الأصليين زوجة ناثان وبناته كرهائن إلا أنه تمّ الإفراج عنهم بالنهاية.
في عام 1880 حصلت معاهدة جديدة، وافق خلالها اليوت الجنوبيين على الاستقرار عند نهر لابلاتا داخل حدود محميّتهم. وخلال الثمانينيات من القرن التاسع عشر سعت الحكومة للمحافظة على السلام بين السكان الأصليين والمستوطنين. وأصبحت معارض السّكان الأصليين حدثاً كبيراً في محمية يوت الجنوبية مع العام 1907. في البداية، كان التحكيم بين السكان الاصليين يتم بشكل منفرد، الا انه مع بداية عام 1916 أصبح السكان الأصليين في منافسة مع جيرانهم في مسابقات مفتوحة.
نالت معارض السكان الأصليين تقديرات عالية لحسن عملهم، وحظيت معارضهم بحصة عادلة من الجوائز. وذكرت صحيفة دورانجو «الجوائز التي منحت أمس تظهر أن عدم احتواء الوكالة والمزارع على أي فرد كسول من السكان الأصليين. لقد كان اليوت ناجحين وبالاعتقاد لا يوجد محمية أخرى في الولايات المتحدة الأمريكية بإمكانها التباهي بالمنافسة مع المعارض المدارة من قبل البيض في معرض محلي». صرح المشرف بأنه لم يوجد أي عروض راقصة من السكان الأصليين ضمن أيّ من المعارض التي كانوا يديرونها، وهو ما أحبطهم.
في عام 1895 ترتب على عملية الصيد توزيع الأراضي في المحمية على رؤساء العائلات في قبائل المواشي وكابوتي. بينما أبدت قبيلة الويمنوتش في العام 1888 موافقتها على مشروع قانون في الكونغرس يقرّ نقلهم إلى محافظة سان جوان في يوت، ولكن هذا القانون لم يتم المصادقة عليه، اعيدت القبيلة إلى كولورادو، وعندما رفضت الإقامة في الأراضي القديمة للوكالة، قاموا بإنشاء مخيمات على الجهة الغربية النهائية من محمية يوت الجنوبية. ومع إعطاء الأحكام النهائية لتنظيم عملية الصيد لصالح القبائل الثلاثة في أراضيهم، تمّ تنفيذ وافتتاح 500000 فدّان لصالح مستوطنين من غير السكان الأصليين.

## الحكومة القبلية
تمّ تأسيس المحمية التابعة لقبيلة يوت الجنوبية في عام 1873 كقبيلة معترف بها على مستوى الفدرالية. اليوت يتكونون من مجموعتين هما موتشي وكابوت، والتي على إثرها أعيد تنظيم القبائل تحت قانون إعادة تنظيم السكان الأصليين عام 1934 والمقاد من قبل مجلس قبلي مقره باجناسيو الذي انشأ بموجب صك الاعتراف الخاص بالكونغرس الأمريكي. لديهم دستور والذي تمت المصادقة عليه عام 1936. المجلس القبلي هو الذي يشكل الحكومة داخل المحمية والمكون من 7 أعضاء، بحيث يعين الرئيس المدراء التنفيذين من اجل إدارة دوائر القبيلة والتي تتوزع عليها المهام التنفيذية، القضائية والتشريعية.
حتى نهاية القرن العشرين كان المنصب مشغلا من قبل ليونارد بورش ليكون بذلك رئيساً لمجلس القبائل، ولاحقاً في عام 2008 انتخب ماثيو بوكس كرئيس جديد للمجلس، وكان هناك العديد من الأعضاء للمجلس، تمّ انتخاب عدد كبير منهم، وجميعهم لخدمة الهدف ذاته. ذلك كله، لخدمة عضوية القبيلة من أجل تحقيق مصلحتهم القصوى. ليونارد بورش كان أشهر رؤساء المجلس الذين خدموا القبيلة. عندما تمّ انتخاب ماثيو بوكس ضد منافسه كليمنت فروست من خلال انتخابات الإعادة.
مؤسسة مجلس السكان الأصليين لقبيلة يوت، هي من أكبر المؤسسات التي تتضمن عدداً كبيراً من الموظفين، لكونها مؤسسة منافسة ومتميزة. وعلى الرغم من وجودها ضمن قائمة العشرة الأوائل بين القبائل الأكثر ثروة في الولايات المتحدة الأمريكية، فهي تقوم أيضاً بوضع أولوية لعاداتها وتقاليدها الرّوحانية، وبالإضافة إلى توافقها مع السّكان غير الأصليين. وكما توفر المؤسسة  للسكان غير الأصليين العديد من الوظائف التي تعود على القبيلة بالفائدة من خلال طرق عديدة. من خلال إنشاء محمية رقعة الشطرنج، قام اليوت الجنوبيون بإنشاء علاقات مع السّكان غير الأصليين والتي كانوا على علم باقتراب حدوثها.
تعداد سكان محمية يوت الجنوبية بحسب مكتب تعداد الولايات المتحدة الأمريكية في عام 1980، وعشرون عاماً لاحقة.
| العام/ المحافظات | أرشوليتا | لابلاتا | مونتزوما |
| 1980             | 2257     | 259     | 1998     |
| 2000             | 4796     | 695     | 4101     |

في العام 2011، استقال ماثيو بوكس. وتم انتخاب بيرل كاسياس ضمن انتخابات مميزة، كأول رئيسة مجلس في تاريخ القبيلة. جيمي نيوتن كان الرئيس الحالي للمجلس حتّى وفاته.